# Nici Sterling
Pour les articles homonymes, voir Sterling.
Nici Sterling, née le 17 janvier 1968 à Epsom, est une actrice de films pornographiques britannique.

## Biographie
Elle travaillait comme réceptionniste dans un hôtel avant de commencer dans le porno. Elle fait des photos érotiques pour The Daily Sport, quand le journal anglais décide de créer un jeu pour ses lecteurs : les dix gagnants participeront à une orgie avec Nici Sterling, la soirée sera filmée et commercialisée.
Nici Sterling part ensuite faire carrière aux États-Unis et joue dans beaucoup de Gang Bang.

## Récompenses
- 1996 : AVN Award : Best Looking Starlet
- 1996 : AVN Award : Best Group Sex Scene (Film) (avec Felecia, Jill Kelly, Tabitha, Missy, Celeste et Dorian Grant)
- 2007 : AVN Hall of Fame

## Filmographie sélective
- Gang Bang Girl 15 (1995)
- No Man's Land 13 (1996)
- Girl's Affair 9 (1996)
- Nici Sterling's DP Gang Bang (1996)
- Starbangers 8 (1996)
- Gang Bang Girl 21 (1997)
- Puritan Video Magazine 12 (1997)
- Nici Nici Bang Bang (1998)
- I Love Lesbians 14 (2003)
- Pussy Lickin Good (2004)
- Revenge of the Dildos (2005)
- Evilution 1 (2006)